# La Borne
La Borne est un hameau français situé sur le territoire des communes d'Henrichemont et de Morogues dans le département du Cher et la région Centre-Val de Loire.
Lieu de création céramique depuis le XIIe siècle, La Borne est renommé pour sa production de poterie de grès. Environ quatre-vingts potiers et céramistes contemporains travaillent à La Borne et aux alentours.

## Géographie
Le hameau est situé le long de la route départementale 22 en lisière des bois de La Borne et d'Humbligny, à 4,5 km au sud-est d'Henrichemont, 7 km au nord de Morogues et 32 km au nord-est de Bourges dans la région naturelle du Pays-Fort et l'ancienne province de Berry.
La Borne se partage entre les territoires des communes d'Henrichemont et de Morogues.
Le site constitue l'une des étapes de l'itinéraire touristique Jacques Cœur.

## Histoire
Situé sur un territoire ancien de poterie, un titre de 1260 mentionne le plus ancien four connu près d'Achères (Hippolyte Boyer), le hameau de La Borne bénéficie de la création du village d'Henrichemont par Sully.
Les traces écrites attestent de l'activité potière à La Borne dès le XVIe siècle.
Le village bénéficie d'une situation privilégiée au milieu de la forêt et sur un important filon de grès, éléments indispensables pour la cuisson au bois et l'accès à la matière première. La production traditionnelle se compose de pièces utilitaires en grès qui répondent aux besoins de la vie et des productions rurales. Vient s'y ajouter une création d'imagerie populaire recherchés par les collectionneurs.
Des noms devenus fameux tels que Talbot, Bedu, Bernon, Foucher, Avonts illustrent l'activité des familles de potiers de La Borne.
À la fin du XIXe siècle, le hameau compte environ 700 habitants et 80 potiers.
La fin des années 1920 marque le début du déclin de l'activité de La Borne sous la concurrence des créations en aluminium et en verre.
Alors qu'en 1914, 14 fours étaient en activité et il n'en restait que quatre en 1950.

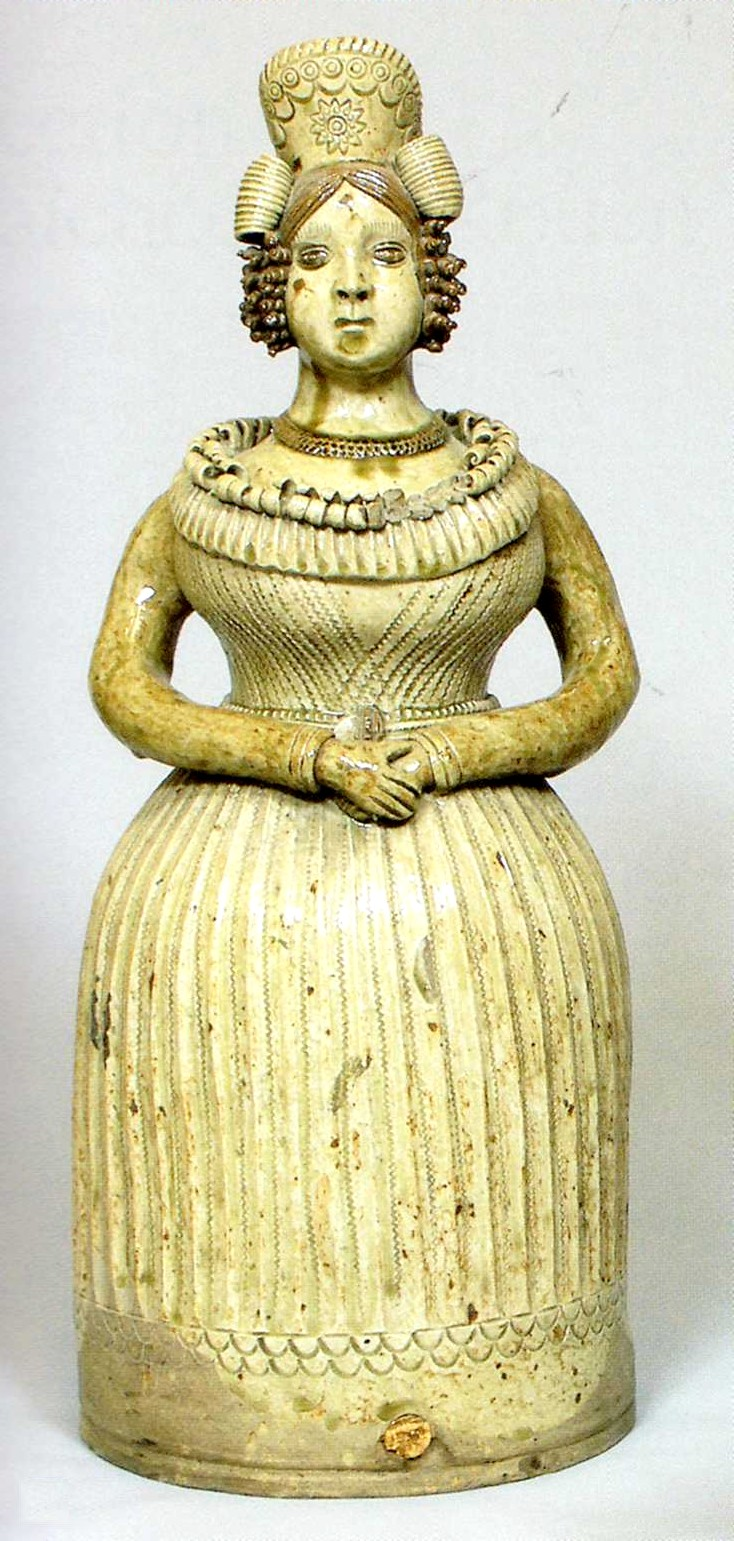
Atelier Talbot, Statuette de femme, XIXe siècle.

Dans les années 1960, la production est réarmorcée par le biais de la production artistique.
Des céramistes de grès qui renouvellent la création dans la deuxième partie du XXe siècle s’installent à La Borne dès les années 1940 ce sont : Jean et Jacqueline Lerat, Paul Beyer, André Rozay, puis Vassil Ivanoff en 1946, ils sont bientôt suivis par Pierre Mestre, Élisabeth Joulia, puis Yves et Monique Mohy, Jean Linard (1931-2010), Claudine Monchaussé.
Alors que la poterie traditionnelle périclite, La Borne attire des céramistes de plus en plus nombreux, parmi eux des potières étrangères telles que Anne Kjærsgaard (1933-1990, Danemark), Gwyn Hansen (Australie), Monique Macherel (Suisse), Christine Pedley (Grande-Bretagne).
Au cours des années 1960, Pierre Digan et Janet Stedman créent une entreprise de poteries où travaillent des tourneurs qui s’établiront lors de sa fermeture, tel Éric Astoul.
Des élèves de l’atelier de céramique de l’école nationale supérieure d'arts de Bourges s’installent également à La Borne et dans les alentours : Rémi Bonhert, Hildegund Schlichenmaier, Dominique Legros, François Maréchal, Claude et Jean Guillaume. Potiers influencés par l’esthétique anglaise dans la suite de Bernard Leach ou sculpteurs céramistes sortis des Beaux-Arts, leur création est vivante et se transforme avec les influences étrangères, les voyages au Japon et l’introduction des fours à bois orientaux couchés à une ou plusieurs chambres.
Les passionnés de cuisson au bois se retrouvent à La Borne autour des grands fours, lors d’évènements comme les symposiums en 1977 et 1978 ou des cuissons collectives et festives de « La Borne en feu » en 1990, et « La Borne s'enflamme » en 2007.

## Patrimoine
Le hameau de La Borne comporte deux lieux de visite liés à la céramique moderne : un musée consacré à Vassil Ivanoff, qui occupe son ancien atelier, et le Centre céramique contemporaine, lieu d'exposition permanente qui présente un panorama des créations des ateliers des cinquante cinq membres de l’association des céramistes (Association céramique La Borne). Ce centre accueille des expositions internationales de céramique contemporaine ainsi que des résidences d'artistes.
Le musée de la poterie est consacré à la poterie traditionnelle de La Borne. Il présente une exposition permanente de pièces anciennes, utilitaires et imagières, et des expositions thématiques.
Le 18 novembre 1996, cinq fours à bois traditionnels ou d'intérêt historique ont été inscrits à l'inventaire supplémentaire des monuments historiques : le four couché de Joseph puis Jean Talbot, le four couché de la famille Talbot-Senée, de Jean, Henri Talbot et Armand Bédu, dit aussi le grand four, le four couché de Lucien Talbot, le four cubique de type Sèvres de Vassil Ivanoff, le four à globe d'Eugène Bédu.